# Kewaskum
Kewaskum è un villaggio degli Stati Uniti d'America, situato in Wisconsin, diviso tra la contea di Washington e la contea di Fond du Lac.